# Windows 10
Windows 10 (kodnog imena Redstone, prije Threshold) je inačica Microsoftovog operacijskog sustava za računala, ali i mobilne i ostale podržane uređaje. Po prvi put je predstavljen u travnju 2014. godine na konferenciji Build, a javno je dostupan od 29. srpnja 2015. godine.  Microsoft je najavio da će podrška za izdanja sustava Windows 10 koja nisu u Long-Term Servicing Channel (LTSC) prestati 14. listopada 2025.
Cilj operacijskog sustava je objedinjenje klasičnih računala sa sustavom Windows, Windows Phonea, Windows Embeddeda i uređaja Xbox One te uređaja poput Surface Huba i HoloLensa koji koriste istu unutarnju jezgru. Proizvodi dijele "univerzalnu" aplikacijsku arhitekturu i ekosustav Microsoft Storea kako bi proširili korištenje platforme Windows Runtime koja se prvi put javila u sustavu Windows 8. Windows 10 pruža veći nivo integracije s Microsoftovim uslugama i platformama, poput dodavanja Cortane (pametne osobne pomoćnice), sustava obavijesti koji se može sinkronizirati na više uređaja i s novim Xbox Live funkcijama. Windows 10 sadržava i novi zadani internetski preglednik pod nazivom Microsoft Edge, dok je Internet Explorer i dalje dostupan zbog kompatibilnosti.
Korisničko sučelje sustava Windows 10 je proširenje i nadogradnja sučelja sustava Windows 8. Usredotočuje se na jednostavan prelazak na bilo koji način unosa ili uređaj. Kako bi poboljšao iskustvo za korisnike tipkovnica i miševa, Windows 10 je dodao novu inačicu izbornika Start i sustav virtualnih radnih površina i dozvoljava modernim aplikacijama da budu pokrenute na radnoj površini, kao i preko cijelog zaslona. Operacijski sustav uključuje nove tehnologije i sustavne komponente poput DirectX-a 12 i podršku za nove vrste biometričke ovjere autentičnosti. Za razliku od prethodnih izdanja Windowsa, Microsoft smatra Windows 10 "uslugom" koja dobiva ažuriranja kroz cijelo životno razdoblje, a poslovnim subjektima dostupna su ažuriranja s dugoročnom podrškom.
24. lipnja 2021. Microsoft je najavio nasljednika, Windows 11.

## Razvoj
Na Microsoftovoj partnerskoj konferenciji 2011. godine, Andrew Lees je izjavio da tvrtka planira imati jedan ekosustav za računala, mobitele, tablete i druge uređaje. "Nećemo imati jedan ekosustav za računala, jedan za mobitele, jedan za tablete, nego će biti samo jedan ekosustav za sve ove uređaje."
U prosincu 2013. godine, tehnološka novinarka Mary Jo Foley izvijestila je da Microsoft radi na ažuriranju za Windows 8, kôdnog imena Threshold, po imenu planeta iz Microsoftove franšize igara Halo. Slično sustavu "Blue" (koji je kasnije postao Windows 8.1), Foley je nazvala Threshold "valom operacijskih sustava" koji bi radio na nekoliko Microsoftovih platformi i usluga i trebao bi biti objavljen u drugoj četvrtini 2015. godine. Foley je izvijestila i da je jedan od ciljeva za Threshold bilo napraviti objedinjenu aplikacijsku platformu i alate za razvijanje aplikacija za Windows, Windows Phone i Xbox One (svi sustavi koriste sličnu jezgru Windows NT). Pretpostavljalo se da će novo ime sustava biti "Windows 9".
U travnju 2014. godine na konferenciji Build, Microsoftov zaposlenik Terry Myerson predstavio je ažuriranu inačicu sustava Windows 8.1 koja je dodala mogućnost pokretanja aplikacija iz Microsoft Storea u prozoru kao "klasične" Windows aplikacije i predstavio je novi izbornik Start umjesto Startnog zaslona prisutnog u sustavu Windows 8. Novi izbornik Start dijelom je baziran na onom iz sustava Windows 7 jer rabi samo dio zaslona za svoj prikaz i uključuje ispisivanje aplikacija u obliku popisa. Drugi stupac prikazuje pločice (eng. tiles) iz sustava Windows 8. Myerson je izjavio da će ove promjene stići u budućem ažuriranju, ali nije dao više detalja. Microsoft je prikazao i koncept "univerzalnih Windows aplikacija" koje bi dozvolile da se moderne aplikacije prebace na Windows Phone 8.1 i Xbox One, dok u isto vrijeme djelomično dijele isti kôd, te da, ako korisnik kupi aplikaciju na jednoj platformi, ta licencija vrijedi i na drugim platformama.
U srpnju 2014. godine, Microsoftov novi glavni izvršni direktor Satya Nadella objasnio je da tvrtka planira da "usavrši sljedeće izdanje Windowsa s tri operacijska sustava u jedan objedinjeni sustav za zaslone svih veličina" objedinivši Windows, Windows Phone i Windows Embedded oko iste arhitekture i objedinjenog aplikacijskog ekosustava. Međutim, Nadella je naglasio da ove unutarnje promjene neće imati utjecaj na to kako će se operacijski sustavi reklamirati i prodavati. Slike zaslona međuinačica Windowsa (tzv. buildova) procurile su na internet u srpnju 2014. godine, pokazavši prethodno prikazani Startni izbornik i moderne aplikacije pokrenute u zasebnim prozorima. Nakon toga procurile su nove slike zaslona nove inačice koja se opisuje kao "Windows Technical Preview" (hr. Windows tehnički pregled), broj inačice 9834, koje su prikazivala novi sustav virtualnih radnih površina, centar za obavijesti i novu ikonu za File Explorer, inspiriranu dizajnerskim jezikom Metro.

### Objava
Threshold je službeno predstavljen tijekom medijskog događaja 30. rujna 2014. godine, pod imenom Windows 10; Myerson je rekao da će Windows 10 biti Microsoftova "najobimnija platforma ikad," pružajući samo jednu, objedinjenu platformu za računala, laptope, tablete, mobitele i all-in-one uređaje. Naglasio je da će Windows 10 vratiti određene mehanike korištenja koje su postojale u sustavu Windows 7 kako bi poboljšali ugođaj korisnicima bez zaslonâ na dodir, spomenuvši kritike koje su dobili od strane korisnika miševa i tipkovnica. Bez obzira na ovo, Myerson je rekao da će sučelje koje je namijenjeno za korisnike sa zaslonom na dodir također "evoluirati" u sustavu Windows 10. Pri opisu promjena, Joe Belfiore je usporedio ova dva sustava s električnim autima, u kojoj metafori je Windows 7 bio Toyota Prius hibrid prve generacije a Windows 10 novi Tesla, sav električan—smatrajući drugi model proširenjem tehnologije korištene u prvom. Gleda imenovanja operacijskog sustava, Terry Myerson je odbio izravno odgovoriti na pitanje zašto je Microsoft preskočio broj 9 (s Windows 8 na 10) već je samo rekao da "s obzirom koji projekt je ispred nas i koliko će naš pristup biti drugačiji, ne bi ga bilo ispravno tako nazvati." Također se našalio da ga neće nazvati "Windows One" (pozivajući se na nedavne Microsoftove proizvode koje imaju One u svom imenu poput OneNote, Xbox One i servisa OneDrive) jer već imaju Windows 1.
Microsoft je pružio još detalja, pogotovo za funkcije namijenjene potrošačima na još jednom medijskom događaju 21. siječnja 2015. godine pod nazivom "Windows 10: Sljedeće poglavlje". Prezentirana je Cortana, nove Xbox funkcije, Windows 10 za mobitele i male tablete, ažurirani Office Mobile paket, Surface Hub—veliki Windows 10 uređaj namijenjen za poslovnu suradnju koristeći se Perceptive Pixel tehnologijom, kao i HoloLens—naočale koje prikazuju proširenu stvarnost i platformu koja omogućava pravljenje "holograma" za prikaz putem HoloLensa.
Korisnici koji su kupili sustave Windows 7 ili Windows 8, mogli su do 29. travnja 2016. besplatno nadograditi vlastite uređaje na Windows 10.

## Značajke
Veći dio sustava Windows 10 usredotočava se na harmoniziranje korisničkih ugođaja i funkcionalnosti između različitih vrsta uređaja, te popravljanja nedostataka koji su se pojavili u grafičkom korisničkom sučelju sustava Windows 8. Središte pozornosti je stavljeno na "univerzalne aplikacije"—Windows Runtime softver koji može biti pokrenut na nekoliko različitih platformi i vrsti uređaja (poput računala, pametnih mobitela i tableta), sinkronizirati podatke između uređaja i dozvoliti razvijateljima da dijele kôd između varijacija aplikacija svake platforme. Kao primjer ovoga, tijekom "Windows 10: Sljedeće poglavlje" prezentacije, Microsoft je predstavio nove Office aplikacije dizajnirane za tablete i pametne mobitele koje dijele slično korisničko sučelje i funkcionalnost širom platformi; doći će u sklopu sustava Windows 10 Mobile i bit će dostupne zasebno s Windows Store trgovine za stolno izdanje sustava Windows 10.
Nastavljajući ovim predloškom, nasljednik sustava Windows Phone 8.1 će biti također pod imenom Windows 10, i dijelit će neke dijelove korisničkog sučelja a i aplikacija s računalnim izdanjem.

### Korisničko sučelje i radna površina
Korisničko sučelje sustava Windows 10 se mijenja zavisno od vrste uređaja na kojoj se rabi i od dostupnih načina unosa. Nova funkcija pod nazivom Continuum je zadužena za prebacivanje između sučeljnih načina laptopa koji se preklapaju kao i tableta s tipkovnicama. Kada se tipkovnica prikopča, korisnici su ponuđeni da se prebace na korisnički način koji je optimiziran za miš i tipkovnicu ili da i dalje rabe način za dodir. Nova inačica Startnog izbornika se također rabi, s popisom aplikacija i gumbom za "Sve aplikacije" s lijeve strane, a live tiles sustavom s desne. Izborniku se može promijeniti veličina i može se proširiti na cijeli zaslon, što je predodređena opcija kada se rabi način za dodir, zbog lakšeg korištenja.
Novi virtualni sustav radnih površina je također dodan pod imenom "Task View" (hr. Pregled zadataka). Klikom na gumb za Task View na traci zadataka ili povlačenjem prsta s lijeve strane zaslona, prikazuju se sve otvorene aplikacije i dozvoljava korisnicima da se prebace na koju god aplikaciju žele ili da se prebace na drugu virtualnu radnu površinu. Moderne aplikacije, koje su se prije mogle samo otvarati preko cijelog zaslona, se sada mogu pokrenuti u zasebnom prozoru na radnoj površini ili preko cijelog zaslona. Programski prozori se sada mogu stavljati na kvadrante zaslona, pomjeranjem istoimenih prozora u neki kut zaslona. Kada je prozor postavljen s jedne strane zaslona, na drugoj strani zaslona se od korisnika traži da odabere drugi prozor da popuni to mjesto. Univerzalno polje za pretraživanje s Cortanom se nalazi pored Startnog izbornika i Task View gumba. Ikone sustava su također promijenjene u noviji, ravniji dizajn.
Charms sustav s desne strane zaslona je uklonjen; ta funkcija može se pristupiti preko izbornika "Aplikacijske naredbe" u naslovnoj liniji programa. Umjesto tog sustava, rabi se Akcijski centar (eng. Action Center) koji prikazuje obavijesti i dugmad za uključivanje i isključivanje određenih postavki. Pristupa se tako što se klikne na njegovu ikonu u traci sustava ili prevlačenjem prsta s desne strane zaslona. Obavijesti se mogu sinkronizirati između nekoliko uređaja. Aplikacija "Postavke" (prethodno "PC postavke") unaprijeđena je i sad sadrži više opcija koje su prije bile dostupne samo u "klasičnoj" inačici kontrolne ploče.

### Mrežne usluge
Windows 10 sadrži osobnu digitalnu pomoćnicu Cortanu, prvi put predstavljenu na Windows Phone operacijskom sustavu. Može joj se pristupiti preko polja za pretraživanje pored Start gumba i podržava unos putem glasa ili teksta.
Windows 10 sadrži novi web engine koji se interno naziva "Edge" te je "dizajniran za interoperabilnost modernog weba". Windows 10 također sadrži novi internetski preglednik pored Internet Explorera, Microsoft Edge. Edge i Internet Explorer rabe novi (istoimeni) "Edge" engine, iako mogu koristiti MSHTML radi kompatibilnosti s internim, poslovnim web stranicama.
Aplikacije "Poruke", uklonjena iz Windows 8.1 je vraćena s novim sučeljem koristeći Skype u pozadini za poruke i pozive. Razgovori i kontakti se mogu sinkronizirati na nekoliko uređaja, te se Skype kontakti mogu dodati preko broja mobitela.

### Univerzalne aplikacije
Microsoft će sa sustavom Windows 10 proširiti svoju platformu univerzalnih aplikacija koje su se prvi put pojavile 2014. godine u sustavima Windows 8.1 i Windows Phone 8.1. Univerzalne aplikacije u sustavu Windows 10 su Windows Runtime softver koji dijeli osnovni kôd jednog paketa za razvoj programa i može se koristiti na stolnim računalima, mobilnim uređajima (poput tableta i mobitela), Xbox konzolama, Surface Hubu, holografskim i IoT uređajima. Aplikacije se pružaju korisnicima preko jedne trgovine širom svih platformi te sadrže prilagodljivo korisničko sučelje koje se mijenja zavisno od uređaja koji su priključeni u računalo i mogućnosti tog uređaja. Univerzalne aplikacije će podržavati usklađivanje postavki, lozinki (i ostalih osobnih podataka) kao i obavijesti na svim uređajima. Razvijatelji aplikacija su odgovorni za ovakvu vrstu podrške širem uređaja, te su također odgovorni za načine kupovine za sve uređaje. Windows 10 će također sadržavati podršku za objavljivanje web aplikacija na trgovini.

### Multimedija i igre
Windows 10 će podržavati integraciju između Xbox ekosustava i Windowsa. Postojat će ažurirana Xbox aplikacija koja zamjenjuje Xbox SmartGlass na Windowsu i dozvoljava korisnicima da pretražuju svoju fonoteku igara (uključujući PC i Xbox igre) i Game DVR, koji će biti dostupan preko prečaca na tipkovnici, dozvoljavajući korisnicima da spreme zadnjih 30 sekundi igre kao videozapis koji se može dijeliti na Xbox Live, OneDrive ili negdje drugo. Windows 10 će dozvoljavati korisnicima da kontroliraju i igraju igre sa svoje Xbox One konzole preko lokalne mreže.
Windows 10 će sadržavati DirectX 12 i WDDM 2.0. Prvi put predstavljen u ožujku 2014. godine, cilj nove DirectX inačice je da "poboljša efikasnost" tako što će pružiti bliži pristup hardverskim resursima i samim time smanjiti iscrpljivanje procesora i grafičkih upraviteljskih programa.
Windows 10 dodaje platformsku podršku za FLAC, HEVC i Matroska medijske formate, dozvoljavajući da se mediji koji rabe te kodeke, otvore preko Windows Media Playera ili druge aplikacije bez ikakvih dodatnih instalacija kodeka.

## Sustav ažuriranja
Sustav ažuriranja Windowsa 10 znatno je drugačiji sustava ažuriranja prethodnih izdanja Windowsa. Microsoft je prije pružao korisnicima ažuriranja u znatno velikom broju koje su donosile dodatne funkcije, ali i bile sigurnosne zakrpe. Microsoft često opisuje Windows 10 kao servis zbog čestog primanja takozvanih ažuriranja značajki (eng. feature update) koja sadrže nove značajke i druge promjene. U travnju 2017. godine Microsoft je objavio da će ta ažuriranja biti izdana dva puta godišnje. Windows 10 preuzima sigurnosne zakrpe čim one postanu dostupne, a preskakanje njihove instalacije više nije moguće.
Brzina kojom neki uređaj prima ažuriranja značajki ovisi o grani ažuriranja koju koristi. Zadana grana za sve uređaje s Windowsom 10 Home i Pro jest "Polugodišnji kanal (ciljano)" (prije "Trenutna grana" ili CBB), koja prima stabilne međuinačice čim postanu javno dostupne. Svaka međuinačica Windowsa 10 podržana je 18 mjeseci nakon što je postala dostupna. U poslovnim okruženjima, Microsoft je namijenio ovu granu za ciljana izdavanja novoizdanih stabilnih inačica Windowsa kako bi bile testirane na manjem broju uređaja prije šireg izdavanja. Nakon što Microsoft i partneri certificiraju stabilnu međuinačicu kao prilagođenu širem izdavanju, ona je izdana na "Polugodišnjem kanalu" (prije "Trenutna grana za poslovne korisnike" ili CBB), kojeg podržavaju Pro i Enterprise izdanja Windowsa 10. Polugodišnji kanal prima stabilne međuinačice u odmaku od četiri mjeseca u odnosu na "ciljani" kanal.
Grana Windows Insider prima nestabilne međuinačice, a podijeljena je na dva kanala - "brzi", koji prima nove međuinačice čim su dostupne, i "spori", koji prima međuinačice kasnije nego "brzi" kanal.
| Grana ažuriranja                                                                | Pregledna grana Windows Insider (skraćeno WIPB) Beta softver      | Polugodišnji kanal (ciljano) (prije CB) Još se naziva "Consumer grade" | Polugodišnji kanal (prije CBB) Još se naziva "Business ready"                 | Grana dugoročnog servisiranja (skraćeno LTSB) Još se naziva "Mission critical" |
| Izdanje                                                                         | Home                                                              | Home                                                                   |                                                                               |                                                                                |
| Izdanje                                                                         | Pro                                                               |                                                                        |                                                                               |                                                                                |
| Izdanje                                                                         | Education                                                         |                                                                        |                                                                               |                                                                                |
| Izdanje                                                                         | Enterprise                                                        | Enterprise                                                             | Enterprise                                                                    | Enterprise LTSB                                                                |
| Kritična ažuriranja Sigurnosne zakrpe i ažuriranja stabilnosti                  | Neprekidna čim postanu dostupna (odabir između slow i fast ringa) | Automatska                                                             | Automatska                                                                    | Neodređeno odgađanje                                                           |
| Nadogradnja značajki Nekritična ažuriranja u svrhu nadogradnje značajki sustava | Neprekidna čim postanu dostupna (odabir između slow i fast ringa) | Automatska                                                             | Automatska ili mogućnost odgađanja                                            | Samo pomoću LTSB nadogradnji                                                   |
| Učestalost nadogranji značajki                                                  | Neprekidno čim postanu dostupna                                   | Postupno nakon što ih grana WIPB testira                               | ~4 mjeseca nakon CB testiranja ili dodatno odgađanje od ~8 mjeseci            | S LTSB izdanjima koja su stabilne 'slike' CBB grane                            |
| Podrška nadogradnje                                                             | Neprekidna ažuriranja                                             | Neprekidna ažuriranja                                                  | Neprekidna ažuriranja ili nadogradnja na licu mjesta na podržane LTSB inačice | Mogućnost nadogradnje na licu mjesta na 3 najnovije LTSB inačice               |
| Podrška ažuriranja                                                              | Rok trajanja uređaja                                              | Rok trajanja uređaja                                                   | Rok trajanja uređaja ili ~8 mjeseci od odgađanja ažuriranja                   | 5 godina redovno + 5 godina produžene podrške                                  |
| Metode ažuriranja                                                               | Windows Update                                                    | Windows Update                                                         | Windows Update Windows Update for Business Windows Server Update Services     | Windows Update for Business Windows Server Update Services                     |

Terry Myserson je objasnio da s ovim promjenama, Microsoft više vidi Windows 10 kao "uslugu" koji bi "bio najnoviji za podržani životni ciklus proizvoda" i izjavio je da "pitanje 'koju inačicu Windowsa koristiš' će prestati imati smisla", implicirajući da neće biti plaćenih nadogradnji nakon sustava 10.

### Ažuriranje testnih inačica
Korisnici uključeni u Windows Insider program mogu birati između dva kanala kroz koja će se pružati ažuriranja - Fast Ring i Slow Ring. Fast Ring ažuriranja dospijevaju do korisnika prije Slow Ring ažuriranja, ali su zato nestabilnija i sadrže više manjih i većih bugova. Slow Ring ažuriranja su stabilnija i sadrže manje bugova. Nakon što primi povratne informacije o bugovima u nekom buildu, Microsoft ispravi veće i problematičnije bugove te pušta build Slow Ring korisnicima.

## Hardverski zahtjevi
| Komponenta       | Minimalno                                                           | Preporučeno       |
| ---------------- | ------------------------------------------------------------------- | ----------------- |
| Procesor         | 1 Ghz IA-32 (32-bitni) ili x64 (64-bitni) Podrška za SSE2, PAE i NX | x64 SLAT          |
| RAM              | 32-bitni: 1 GB 64-bitni: 2 GB                                       | 4 GB              |
| Tvrdi disk       | 32-bitni: 16 GB 64-bitni: 20 GB                                     | nema preporuke    |
| Grafička kartica | DirectX 9 WDDM 1.0                                                  | DirectX 10        |
| Zaslon           | 1024x600 piksela                                                    | 1024×768 piksela  |
| Ulazni uređaji   | tipkovnica i miš                                                    | Multitouch zaslon |